# Tòni Escala Lara
Tòni Escala Lara   (Tremp, 1961) és una escriptora catalana en llengua occitana.

## Trajectòria
Tòni Escala és una de les autores més prolífiques en aranès, guanyant en diverses ocasions el Premi Aran de Literatura en les diferents modalitats. En l'edició de 2011 va aconseguir alçar-se amb els tres premis per Lisson (narrativa), Pensamentòts (poesia) i Praube de nosatri (conte infantil).
Ha guanyat en tres ocasions (2004, 2006 i 2008) el Premi Les Talúries de conte en occità. El 2019, després de diversos anys de silenci, va publicar el poemari 101 pensades.

## Obra publicada
- Tanplan tornèc (2004) (novel·la)
- En vacances (2007) (novel·la negra)
- T'i maridaràs (2007) (novel·la)
- Moria!... Èm perduts! (2009) (novel·la juvenil)
- Hered (2010) (novel·la)[5]
- 101 pensades (2019) (poesia)
- Seme de hemna (2023) (relats)[6]